# Westminsterbekännelsen
Westminsterbekännelsen är en reformert trosbekännelse, i kalvinistisk tradition från 1646. 
Bekännelsen skrevs westminstersynoden. Man sökte skapa en ny gemensam storbritannisk trosbekännelse. Så tillkom 1646 den berömda Westminsterbekännelsen, som i 31 artiklar i klart och kraftigt språk sammanfattade den väsentligen skotska kalvinismen i moderat anda. "Confession of faith" (den vanliga beteckningen) antogs av parlamentet 1648 och har blivit alla presbyterianska kyrkors enhetsbekännelse; genom den kom skotsk uppfattning att i mycket bestämma anglo-amerikansk kristendom. Föga mindre betydande blev de båda av synoden utarbetade
Larger och Shorter catechism 1647, den senare trots sin logiskt stränga anläggning livfull och folklig. De antogs också av parlamentet 1648. Med sin ädla fromhetsanda har de länge övat stort inflytande i skilda engelska läger. 
Svåraste punkten för synoden var kyrkoorganisationen, på grund av den växande motsättningen mot Cromwells independentism. Redan 1644 hade Propositions concerning Church government framlagts, 1645 kompletterade med "Practical directory for church government", som hävdade den presbyterianska kyrkoformens gudomliga rätt. Med avvisande av sistnämnda sats vann synodens förslag parlamentets bifall genom Form of government 1647-1648, biskopsämbetet avskaffades officiellt, och det påbjöds, att alla församlingar i riket skulle ordnas presbyterianskt. Så syntes synoden ha nått sitt mål; den presbyterianska kyrkan var Englands lagliga statskyrka. Men Cromwells fulla seger störtade inom kort nästan hela dess verk i England över ända; dess arbete efter 1648 blev utan resultat, och efter sin 1 163:e (februari 1649) sammankomst upplöstes synoden utan något formellt beslut (en sista sammankomst hölls 1653). 
Alla de av synoden uppsatta dokumenten, "Directory", "Confessio", "Catechisms", "Form" och en metrisk version av psalmerna för kyrkobruk, godkändes däremot av Skottlands generalförsamling och parlament, med uppoffring av Skottlands egna reformatoriska dokument, och ägde där bestånd. Westminsterdokumenten har alltid förblivit skotska kyrkans och dennas dotterbildningars auktoriserade "standards". 
De tre enhetsformulären är vanliga bland reformerta kyrkor som har sitt ursprung på den europeiska kontinenten (särskilt Nederländerna). Westminster standards är ofta använda bland reformerta kyrkan (kända som presbyterianska kyrkor) som har sitt ursprung på de brittiska öarna.

## Baptister och kongregationalister
Westminsterbekännelsen modifiererades och antogs av engelska kongregationalister i form av Savoydeklarationen 1658. På samma sätt modifierade baptister i England Savoydeklarationen till 1689 Baptist Confession of Faith
- Savoy deklarationen med skillnader från Westminsterbekännelsen

- The Baptist Confession of Faith 1689 - Med mindre ändringar av C. H. Spurgeon

- Kongregationalistkyrkan

- Baptism

## Westminster standards på svenska
- - Westminsterbekännelsen (1646)
  - Westminsters lilla katekes (1649)
  - Westminsters stora katekes (1649)